# ارمینیو رولو
ارمینیو رولو (انگلیسی: Erminio Rullo؛ زادهٔ ۱۹ فوریهٔ ۱۹۸۴) بازیکن فوتبال اهل ایتالیا است.
از باشگاه‌هایی که در آن بازی کرده‌است می‌توان به باشگاه فوتبال اینتر میلان، باشگاه فوتبال مودنا، باشگاه فوتبال لچه، باشگاه فوتبال مسینا، باشگاه فوتبال تریستیانا، و باشگاه فوتبال ناپولی اشاره کرد.
وی همچنین در تیم‌های ملی فوتبال زیر ۲۰ سال ایتالیا و زیر ۲۱ سال ایتالیا بازی کرده‌است.